# Владислав Панев
Владислав Панев е български икономист и политик. Бивш съпредседател на Зелено движение и бивш член на председателския съвет на обединение Демократична България. Народен представител в XLV, XLVI, XLVII и XLVIII народно събрание.

## Биография
Владислав Панев е роден на 6 април 1976 г. в Димитровград. Завършва икономика в УНСС. От 1999 до 2002 г. работи във вестник „Банкер“, а в периода 2002 – 2004 г. в „Дневник“. През 2006 година става управител на компании в областта на финансите и недвижимите имоти. Получава лиценз за инвестиционен консултант и професионален инвеститор. Публикува на икономическа и екологична тематика в български и чуждестранни медии. Избран е за съпредседател на ПП „Зелено движение“ през 2016 година, като заемо тази позиция до ноември 2023г. През м. май 2024 г. прекратява членството си в  „Зелено движение“.
На местните избори през 2019 година е избран за общински съветник в София.
На парламентарните избори през април 2021 г., през юли 2021 г., ноември 2021 г. и октомври 2022 г. е избиран за депутат от листата на коалиция „Демократична България“ съответно в XLV, XLVI, XLVII и XLVIII народно събрание.

## Обществени позиции
През 2019 г. публикува снимки и подема кампания срещу горенето на вносни боклуци в ТЕЦ на Христо Ковачки.
В началото на август 2020 година Владислав Панев първи съобщи за нерегламентиран строеж на хотелски комплекс на Гайтански-Вълка в Държавното ловно стопанство „Искър“. През 2020 година в Столичния общински съвет Владислав Панев спира анекс за доплащането на 5 милиона лева на „МТК гроуп“ за оперирането на крайградски автобусни линии. В крайна сметка общината доплаща 1.8 милиона лева. Владислав Панев разкрива как се дават 150 милиона лева кредит на определена фирма. Според него 10 милиарда лева е крала партия ГЕРБ годишно от държавния бюджет.